# Pánico moral
En sociología, un pánico moral es una reacción de un grupo de personas basada en la percepción falsa o exagerada de algún comportamiento cultural o de grupo, frecuentemente de un grupo minoritario o de una subcultura, como peligrosamente desviado y que representa una amenaza para la sociedad. El término fue acuñado por el sociólogo Stanley Cohen en su libro Folk Devils and Moral Panics en 1972, donde lo define como un episodio, condición, persona o grupo de personas que han sido definidos como una amenaza para los valores e intereses de la sociedad. Son subproductos de controversias que producen argumentos y tensión social o que no son fácilmente discutidos dado que algunos de estos pánicos morales son tabú para mucha gente.[cita requerida]
Su naturaleza se presenta de una forma estilizada y estereotipada por los medios de comunicación. Así, estas reacciones son a menudo estimuladas por cobertura mediática o propaganda en torno a un asunto social, aunque algunos pánicos morales semi-espontáneos pueden ocurrir. La histeria colectiva puede ser un elemento en estos movimientos, pero el pánico moral se diferencia de la histeria en masa porque está específicamente enmarcado en términos de moralidad y es usualmente expresado más como un atentado que como un miedo. Según la definición de Cohen, los pánicos morales giran alrededor de una amenaza percibida como un valor o norma detentada por una sociedad, normalmente estimulada por la glorificación en los medios masivos o leyenda popular en las sociedades. Los pánicos tienen varios desenlaces, uno de los cuales es la certificación de los partícipes del pánico de que lo que están haciendo garantiza la observación por parte de los medios masivos y, por lo tanto, puede empujarlos más allá hacia actividades que conduzcan hacia el sentimiento original de pánico moral.[cita requerida]

## Orígenes y uso del término
El término fue acuñado por Stanley Cohen en 1972 para describir la cobertura mediática de los Mods and Rockers en el Reino Unido en la década de 1960. Un factor en el pánico moral es el espiral de aplicación desviadora, fenómeno definido por los críticos mediáticos como un ciclo creciente de informar sobre comportamiento antisocial u otros eventos indeseables.
Mientras el término pánico moral es relativamente reciente, algunos científicos sociales señalan a los estudios Middletown, conducidos por primera vez en 1925, como los que primero estudiaron en profundidad este fenómeno. En estos estudios, los investigadores encontraron que los líderes religiosos y de la comunidad en un pueblo de EE. UU. condenaron elementos de una por entonces nueva tecnología -como la radio y el automóvil- por promover el comportamiento inmoral.
Muchos sociólogos han indicado las diferencias entre las definiciones de pánico moral para los sociólogos estadounidenses y británicos. Kenneth Thompson afirma que los sociólogos estadounidenses tienden a enfatizar los factores psicológicos, mientras que los británicos describen los pánicos morales como crisis del capitalismo.

## Características
El pánico moral tiene varias características distintivas:
1. Pánico/ansiedad: A menudo, es muy intensa y entonces parece no existir ningún problema mayor que el objeto del pánico.
2. Corta duración: El pánico dura a lo más unos meses, aunque puede volver a ocurrir.
3. Lenguaje emotivo e imágenes: Se utilizan términos tales como "monstruos", "decadencia" y "crisis" para enfatizar la gravedad del problema. También se usa lenguaje médico sacado de contexto, como la palabra "epidémico".
4. Estudios de caso: Estos son frecuentemente dramáticos y sin representatividad.
5. Estadísticas: A menudo, mal utilizadas o escritas de tal manera que hace al lector pensar que el problema es peor de lo que es.
6. Demonización de un grupo: Algunas veces el grupo elegido ni siquiera existe y aquellos que sí existen son mayormente social y económicamente marginales. A menudo, los medios masivos pueden retratar un grupo en una forma que no existe en realidad y este estereotipo creado para ellos eventualmente persistirá.
7. Un fenómeno generacional y mediático: La televisión y la radio empiezan a amplificar el pánico, siendo reflejado en otros campos como puede ser la política. Incluso en la sociedad victoriana, el pánico moral fue adoptado por los medios en la forma de panfletos, volantes y periódicos.

## Ejemplos de uso del término
Algunos consideran que los abusos en rituales satánicos fueron una serie de pánicos morales originados en los Estados Unidos y propagados a otros países angloparlantes y los Países Bajos en los años 1980 y 1990.
Las persecuciones de individuos o específicamente de grupos son citados como pánicos morales, como pueden ser los pogroms antisemitas, las purgas estalinistas, la caza de brujas del Renacimiento europeo, el mccarthismo y la lista negra de los comunistas en Hollywood durante los años 1950.
Desde la publicación del Malleus Maleficarum hasta nuestros días siguen apareciendo instrumentos discursivos inquisitoriales con idéntica estructura discursiva: lo único que se va modificando en cada nueva generación son sus contenidos internos.

## Críticas
En el libro Folk Devils and Moral Panic, Cohen perfila algunas de las críticas que se han levantado en respuesta a la teoría del pánico moral. Una de ellas se centra en el uso del término "pánico", dado que tiene connotaciones de irracionalidad y de falta de control. Cohen sostiene que el "pánico" es un término apropiado cuando es utilizado como una metáfora extendida. Otra crítica se basa en la desproporcionalidad. El problema con este argumento es que no hay forma de medir qué reacción sería proporcional a una acción específica. Otros han criticado el trabajo de Cohen, puntualizando que no todos los demonios populares expresados en su trabajo son vulnerables o injustamente difamados. Jewkes incluso ha sacado a colación el término 'moralidad' y cómo es aceptado sin problemas.